# Fritz Pudor
Fritz Pudor (* 6. August 1899 in Elbing, Westpreußen; † 30. Dezember 1977 in Essen) war ein Wirtschaftsjournalist und Verleger.

## Leben
Fritz Pudor war der Sohn des Deichrentmeisters Carl Pudor, des Elbinger Stadtrates und Gründers eines Heimatvereins und -museums.
Fritz Pudor besuchte das Königliche Gymnasium und diente nach dem Abitur ab Sommer 1917 zunächst in Osterode. Er studierte Rechtswissenschaft, Germanistik, Geschichte und Staatswissenschaften in Königsberg, Berlin und Greifswald. Seit dem Studium gehörte er der Wissenschaftlichen Verbindung Baltia Greifswald und der Neuphilologischen Verbindung Brandenburgia Berlin an. Er wurde Ende 1922 mit einer Arbeit über Die Oberschlesische Eisenindustrie im Kriege zum Doktor der Staatswissenschaften promoviert. Darauf folgte eine Ausbildung im Bankfach und in der Industrie.
Seit 1923 war er Schriftleiter am Hannoverschen Kurier. Geheimrat Gumpel (Hermann Gumpel oder sein Bruder) bestellte ihn zum Handlungsbevollmächtigten seines Hannoverschen Bankhauses Z. H. Gumpel, für das er ein Handbuch Hannoverscher Börsenwerte herausgab.
Ende 1929 wurde er Pressemitglied der nordwestlichen Gruppe des Vereins Deutscher Eisen- und Stahlindustrieller in Düsseldorf. Von 1935 bis 1945 fungierte er als Hauptschriftleiter der Ruhr- und Rheinwirtschaftszeitung. Danach begann er mit 20 Industrie- und Handelskammern das Rheinisch-Westfälisches Firmenjahrbuch, wobei er in einem zerbombten Haus in Wetter wohnte. Nachdem er in Essen die Westverlag GmbH übernommen hatte, brachte er das Firmenjahrbuch und das Wirtschaftsjahrbuch heraus. 1953 trennte er sich von dem Unternehmen und übernahm in Düsseldorf die Verlagsleitung des Industriekuriers, bei dem er zum Generalrepräsentant aufstieg. Den Posten behielt er auch bei der Fusion mit dem Handelsblatt, bis zu seinem Ausscheidem im Jahr 1972.
Er schrieb Biographien bedeutender Wirtschaftsführer des Rhein-Ruhr-Gebietes. Mit seiner Heimatstadt Elbing fühlte er sich zeitlebens verbunden und gab 1949–1974 die kulturelle Schriftenreihe Elbinger Hefte heraus.